# Saint-Martin-de-Clelles
Saint-Martin-de-Clelles è un comune francese di 166 abitanti situato nel dipartimento dell'Isère della regione dell'Alvernia-Rodano-Alpi.

## Società

### Evoluzione demografica
Abitanti censiti